# Најстарији пси
Ово је списак најстаријих паса на свету.

## 10 најстаријих паса икад
Није жив/жива
      Живи
| Место | Име      | Рођење             | Смрт               | Старост                 | Врста                       | Држава               |
| ----- | -------- | ------------------ | ------------------ | ----------------------- | --------------------------- | -------------------- |
| 1     | Макc     | 9. август 1983.    | 18. мај 2013.      | 29 година, 282 дана     | Теријер                     | Сједињене Државе     |
| 2     | Бела     | 1979.              | 6. септембар 2008. | 29 година               | Лабрадор                    | Уједињено Краљевство |
| 3     | Блуеј    | 7. јун 1910.       | 14. новембар 1939. | 29 година, 193 дана     | Аустралијски говедарски пас | Аустралија           |
| 5     | Лејди    | 1908.              | 6. август 1937.    | око 28 година, 218 дана | Пудлица                     | Сједињене Државе     |
| 7     | Брамбле  | 1. септембар 1975. | 31. mарт 2003.     | 27 година, 211 дана     | Бордер Коли                 | Уједињено Краљевство |
| 8     | Адјутант | 14. август 1936.   | 20. новембар 1963. | 27 година, 98 дана      | Лабрадор                    | Уједињено Краљевство |
| 9     | Бут      | 1975.              | 2003.              | 27 година               | Бигл                        | Сједињене Државе     |
| 10    | Пусуке   | 1. април 1985.     | 5. децембар 2011.  | 26 година , 248 дана    | Шиба ину                    | Јапан                |